# Суфляново
Суфляново — деревня в Руднянском районе Смоленской области России. Входит в состав Смолиговского сельского поселения. Население составляет 175 жителей по состоянию на 2007 год.

## Описание
Расположена в западной части области в 13 км к юго-востоку от Рудни, в 2 км севернее автодороги А141 Орёл — Витебск, на берегу реки Ольшанка. В 2 км южнее деревни расположена железнодорожная станция О.п. 439-й км на линии Смоленск — Витебск.
Главным инфраструктурным объектом деревни является Руднянский психоневрологический интернат. В настоящее время интернат располагает жилым корпусом, размещенным в трёхэтажном здании постройки 1974 года. Организован досуг обеспечиваемых. Регулярно проводятся вечера отдыха, дискотеки, приезжают с концертами артисты Смоленской филармонии.

## История
В дореволюционное время в этой местности находилось имение помещика Суфланова, который приезжал сюда летом отдохнуть и поохотиться. После 1917 года он был вынужден оставить свою усадьбу. Это два крепких кирпичных двухэтажных дома с деревянными лестницами. В них расположилась коммуна для глухонемых на 30 человек. Местечко стало называться Суфляново.
В годы Великой Отечественной войны деревня была оккупирована гитлеровскими войсками в июле 1941 года, освобождена в октябре 1943 года.
В деревне Суфляново родилась Алла Егоровна Горская (1948), историк и краевед.